# Écriture blanche
Ne doit pas être confondu avec Littérature blanche.
L'écriture blanche est une forme de littérature minimaliste définie dans les années 1950 à la suite des travaux de Roland Barthes sur le nouveau roman francophone, en particulier dans son ouvrage Le Degré zéro de l'écriture (1953).

## Définition
Roland Barthes analyse un type d'écriture « neutre » dont le principal exemple est L'Étranger d'Albert Camus. D'autres auteurs se caractérisent par l'écriture blanche, dont Maurice Blanchot et Jean Cayrol, ou encore Michel Houellebecq, Louis-René des Forêts et Marguerite Duras, ou Annie Ernaux, dont le type d'écriture distancié est également qualifié d' « écriture plate ».
Des équivalences dans la littérature anglophone sont représentées par le minimalisme de Raymond Carver ou de Brett Easton Ellis.